# Fijnschilders
 (août 2015).

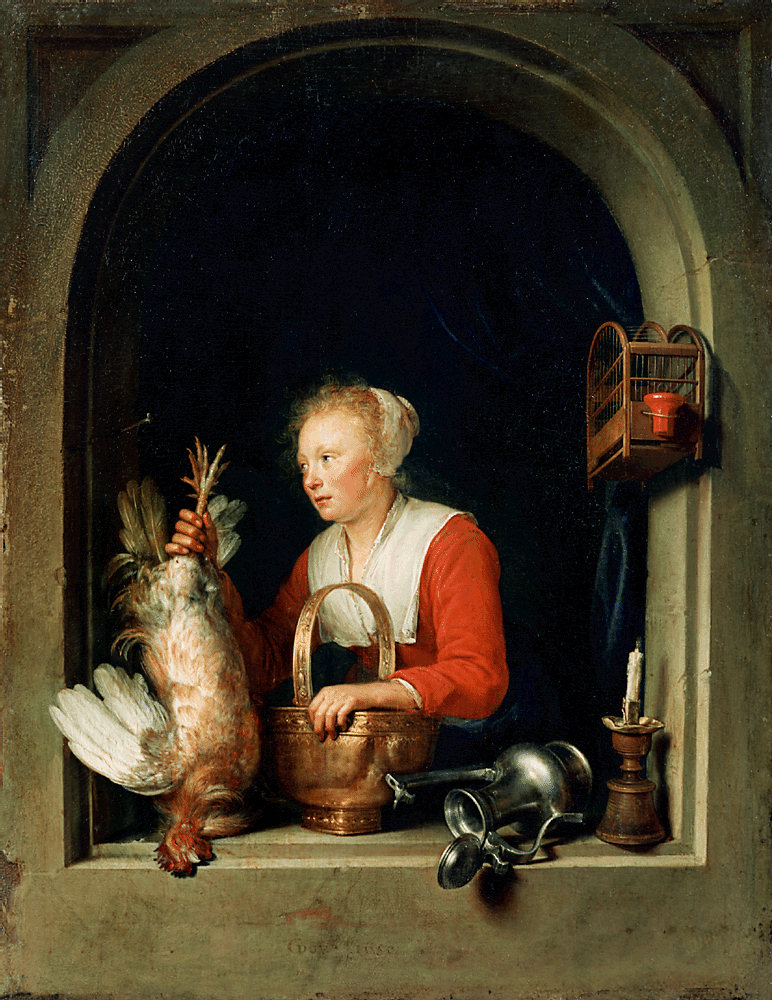
Gerrit Dou

Fijnschilders, parfois traduit en français par peintres précieux, est le terme qui désigne les artistes peintres hollandais qui, entre 1630 et 1710, s'efforcèrent de représenter la réalité avec le maximum de précision.

## Description
On utilise le terme de peintres précieux de Leyde en raison du style particulier développé par des peintres comme Gerrit Dou. Celui-ci utilise une technique minutieuse dans des peintures de genre de petit format, qui représentent des scènes de la vie quotidienne. À cette branche des Fijnschilders se rattachent également : Frans van Mieris l'Ancien, Jan van Mieris, Willem van Mieris, Eglon van der Neer, Caspar Netscher, Godfried Schalken, Pieter van Slingelandt, Ary de Vois, Adriaen van der Werff ou Quirijn van Brekelenkam.
Cette école fut patronnée par d'illustres personnalités, parmi lesquelles la reine Christine de Suède, l'archiduc Léopold Guillaume et Cosme III de Médicis.